# Musculus longitudinalis inferior linguae
De musculus longitudinalis inferior linguae of onderste lengtespier van de tong is een van de intrinsieke spieren van de tong.
Ze vormt een smalle laag van spiervezels aan de onderkant van het tonglichaam, tussen de musculus genioglossus en de musculus hyoglossus.
Deze spier helpt bij het kauwen, spreken en slikken.
De musculus longitudinalis inferior linguae wordt geïnnerveerd door de twaalfde hersenzenuw, de nervus hypoglossus.